# Critical Assembly
Critical Assembly é um telefilme dos Estados Unidos dirigido por Eric Laneuville. Lançando em 2003, foi protagonizado por Katherine Heigl e Kerr Smith.
Foi exibido no Brasil em TV a cabo sob o título Projeto Nuclear.